# Stromica (Wysoczyzna Choczewska)
Stromica – wzniesienie o wysokości 105,7 m n.p.m. na Wysoczyźnie Choczewskiej, położone w woj. pomorskim, w powiecie lęborskim, na obszarze gminy Wicko.

## Nazwa
Nazwę Stromica wprowadzono urzędowo w 1949 roku, zastępując poprzednią niemiecką nazwę Scharfer Berg.